# Charles N'Zogbia
Charles N'Zogbia, né le 28 mai 1986 à Harfleur (Seine-Maritime), est un footballeur international français qui évoluait au poste de milieu de terrain.

## Biographie

### Parcours en club

#### Arrivée en Angleterre
Il quitte Le Havre, son club formateur, en 2004 pour celui de Newcastle.
Courtisé par l’Olympique lyonnais et le Paris Saint-Germain durant le mercato hivernal de 2008, Charles N’Zogbia quitte Newcastle et s'engage avec Wigan Athletic.
Le montant du transfert est de 6 millions de livres (soit environ 6,7 millions d’euros).
Fin août 2010, il signe à Birmingham City et une annonce officielle est faite sur le site du club. Mais à la surprise générale, les négociations entre le joueur et le club échouent dans les dernières modalités de la transaction, il reste finalement à Wigan.

#### Passage à Aston Villa

##### Saison 2011-2012
Acteur majeur du maintien des Latics en Premier League, Charles N'Zogbia rejoint contre 10,8 millions d'euros Aston Villa, récent neuvième du championnat. Son transfert vise à compenser les départs de Stewart Downing et Ashley Young. À son arrivée, il fait part de son enthousiasme à l'idée d'évoluer avec des joueurs du calibre de Darren Bent, Gabriel Agbonlahor ou encore Emile Heskey. Son entraîneur, Alex McLeish se réjouit, lui, de l'arrivée d'un joueur explosif alors que son futur coéquipier, Stilian Petrov, parle d'un « incroyable renfort ». Charles pourra également compter sur le soutien de Shay Given, qui l'avait pris sous son aile lors de son arrivée à Newcastle, du Havre.
Après onze matchs sous le maillot des Claret and Blues, Charles n'a alors délivré qu'une seule passe décisive. Plus ambitieux dans le jeu, Roberto Martinez laissait champ libre à l'international français pour percuter, dribbler, tenter sa chance, sans lui demander de grande compensation défensive. La donne change avec McLeish. Dans un système plus frileux, Charles doit participer à l'effort défensif et se retrouve plus bas sur le terrain, moins à même de faire parler son explosivité. Cela se ressent drastiquement sur ses stats, après 11 matchs, il tire moins au but et tente moins de dribbles, un toutes les 69 minutes contre un toutes les 25 minutes à Wigan alors que, défensivement, il tente un tacle toutes les 51 minutes contre un toutes les 99 minutes avec son ancienne équipe. Confronté à ce football plus physique et besogneux, Charles se lâche sur Twitter début février 2012, déclarant : « First time in my life im not happy playing football !!! ». Sa saison 2011-2012 se résume alors à 30 apparitions, 2 buts et 4 passes décisives. Pour le club, seizième, qui se maintient avec 2 points d'avances sur le premier relégable, elle marque le début de sa régression.

##### Saison 2012-2013
Face aux résultats en berne, un nouveau coach fait son arrivée, Paul Lambert, qui voit en Charles un élément talentueux, « capable de créer des choses que les autres n'essayeraient même pas de tenter ». Gêné par une blessure au genou qui l'éloigne 6 semaines des terrains, sa saison ne se lance vraiment qu'en janvier 2013. Le 19 janvier, il délivre ainsi deux passes décisives face à West Bromwich Albion (2-2). Un mois plus tard, le 10 février 2013, il réalise l'un de ses meilleurs matchs à Villa, glanant un penalty et marquant sur coup franc direct pour une importante victoire 2-1 dans la course au maintien face à West Ham. Il inscrit un second but le 13 avril en ouvrant le score face à Fulham (1-1). Auteur de 2 buts en 21 apparitions (dont 11 titularisations), le club se classe finalement quinzième de cette exercice. 

##### Saisons 2013-2014 et 2014-2015
Le 24 juin 2013, il se blesse gravement au talon d'Achille en vacances à Miami, il vit alors une saison blanche le temps de se remettre d'aplomb. Au cours de la pré-saison 2014-2015, il se distingue en inscrivant deux coups francs directs. Malheureusement, sa saison ne décolle pas. Le 13 décembre 2014, il est sorti à la mi-temps après n'avoir réussi que 4 passes vers l'avant. Titulaire à 19 reprises pour 27 apparitions en championnat, il ne délivre que 2 passes décisives. L'arrivée de Tim Sherwood en février 2015 n'y change rien. Comme ses prédécesseurs, il ne tarie pas de louanges à son propos, arguant son manque de forme, rappelant qu'il reste un milieu de terrain terrifiant pour de nombreux entraîneurs adverses et qu'il ne faut pas avoir la mémoire courte et savoir se souvenir de ses performances remarquables à Wigan.

##### Saison 2015-2016
Quelques mois plus tard, le ton et le discours changent. Alors que débarquent au mercato d'été Jordan Veretout, Jordan Amavi et Idrissa Gueye, N'Zogbia ne fait plus vraiment partie des plans du coach anglais. Il faut attendre l'arrivée de Rémi Garde comme entraîneur pour le voir disputer 41 minutes de jeu, en 2 rencontres. L'entraîneur français sera également le premier à mettre en cause publiquement son attitude à l’entraînement, estimant qu'il aurait pu donner plus dans les semaines suivant son intronisation.  
En juin 2016, le contrat de N'Zogbia n'est pas prolongé, et le milieu de terrain se retrouve sans club.

#### Retour en France avorté et fin de carrière
Le 14 septembre 2016, le journal Ouest-France annonce que Charles N'Zogbia et Waldemar Kita ont trouvé un accord pour sa venue au FC Nantes. Le club entraîné par René Girard fait alors face à des carences offensives et une dix-huitième place en Ligue 1 avec un seul but inscrit après quatre journées. Néanmoins, alors qu'il participe à un entraînement avec le club le 22 septembre, rien n'est encore officialisé. Deux jours plus tard, un problème cardiaque est évoqué, nécessitant des examens plus approfondis quant à sa capacité à pouvoir exercer au plus haut niveau. Ceux-ci confirment une anomalie cardiaque et éloignent définitivement N'Zogbia du club nantais.
Face à ces problèmes physiques, Charles N'Zogbia ne retrouve pas de club et décide de mettre un terme à sa carrière sportive alors qu'il est âgé de trente ans.

### Parcours en sélection
Il intègre l'équipe de France espoirs en septembre 2007 où il est convoqué par René Girard avec les Bleuets. Charles N'Zogbia a refusé de jouer pour le Congo malgré les sollicitations dont il a été l'objet. Il ne désire pas hypothéquer ses chances de jouer pour la France.
Le 9 février 2010, le site internet lequipe.fr révèle que le sélectionneur de l'Angleterre, Fabio Capello, songe à le sélectionner dans l'optique de la Coupe du monde en Afrique du Sud. En effet, Charles N'Zogbia a résidé cinq ans en Angleterre, préalable indispensable à une naturalisation, et n'est pas insensible à l'intérêt de Capello. Charles déclarera plus tard qu'il ne veut jouer que pour la France.
Le 5 août 2010, N'Zogbia fait partie de la liste des 22 joueurs sélectionnés par Laurent Blanc pour affronter la Norvège le 11 août. Il y fait sa première apparition avec le maillot bleu en étant titulaire.
Il honore sa seconde sélection le 9 juin 2011, en match amical face à la Pologne. La France s'impose 1-0 sur une frappe de Charles N'Zogbia déviée dans son but à la douzième minute de jeu par le Polonais Tomasz Jodłowiec, ce but est donc attribué au Polonais contre son camp,.

## Statistiques
- 281 matchs et 28 buts en Premier League
- 12 matchs en Ligue Europa
- 2 sélections avec l'équipe de France